# John Gorton
Sir John Grey Gorton GCMG AC CH (9 tháng 9 năm 1911 – 19 tháng 5 năm 2002), là một nhà chính trị Australia, Thủ tướng Australia thứ 19.

## Tiểu sử
John Grey Gorton sinh ra gần Melbourne, là con trai của một chủ nông trại cam tên John Rose Gorton, là một người Anh di cư qua Australia thông qua Nam Phi, nơi ông đã giàu có trong thời chiến tranh Boer.